# Katakombenheiliger

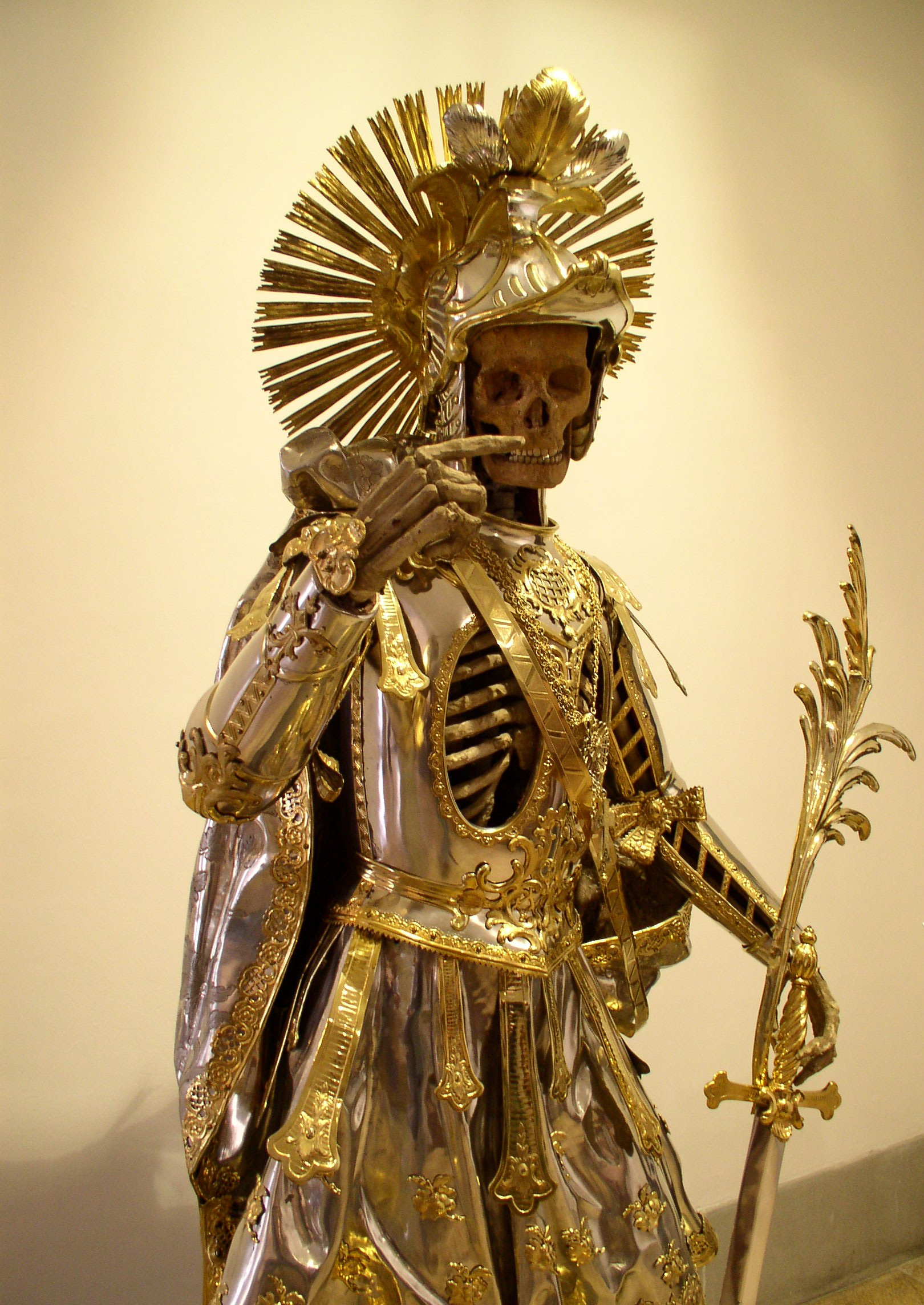
Der Katakombenheilige Pankratius von Wil

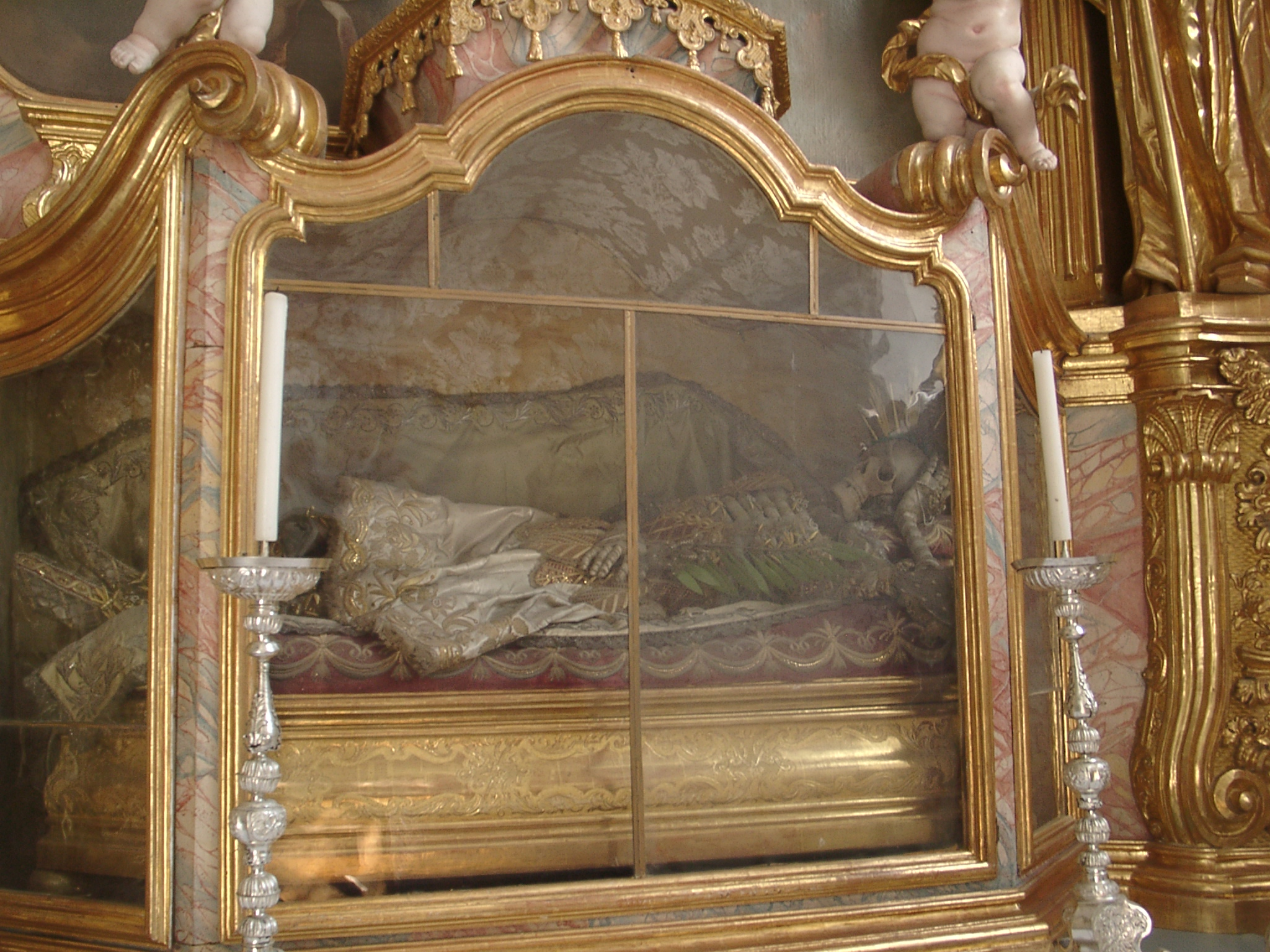
Katakombenheiliger im Stift Stams

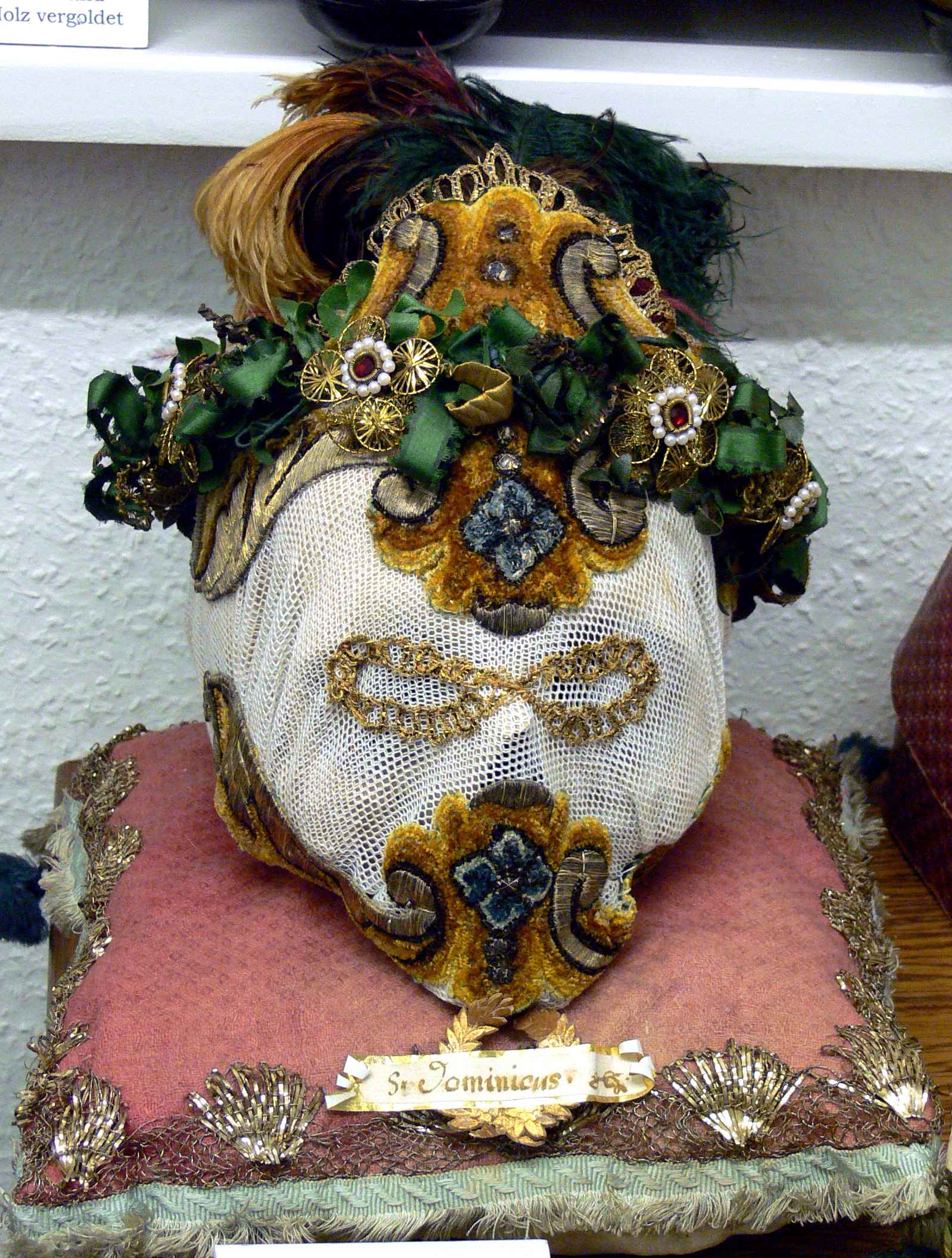
Kopfreliquiar des Katakombenmärtyrers Dominicus (Oberschwaben, 18. Jahrhundert)

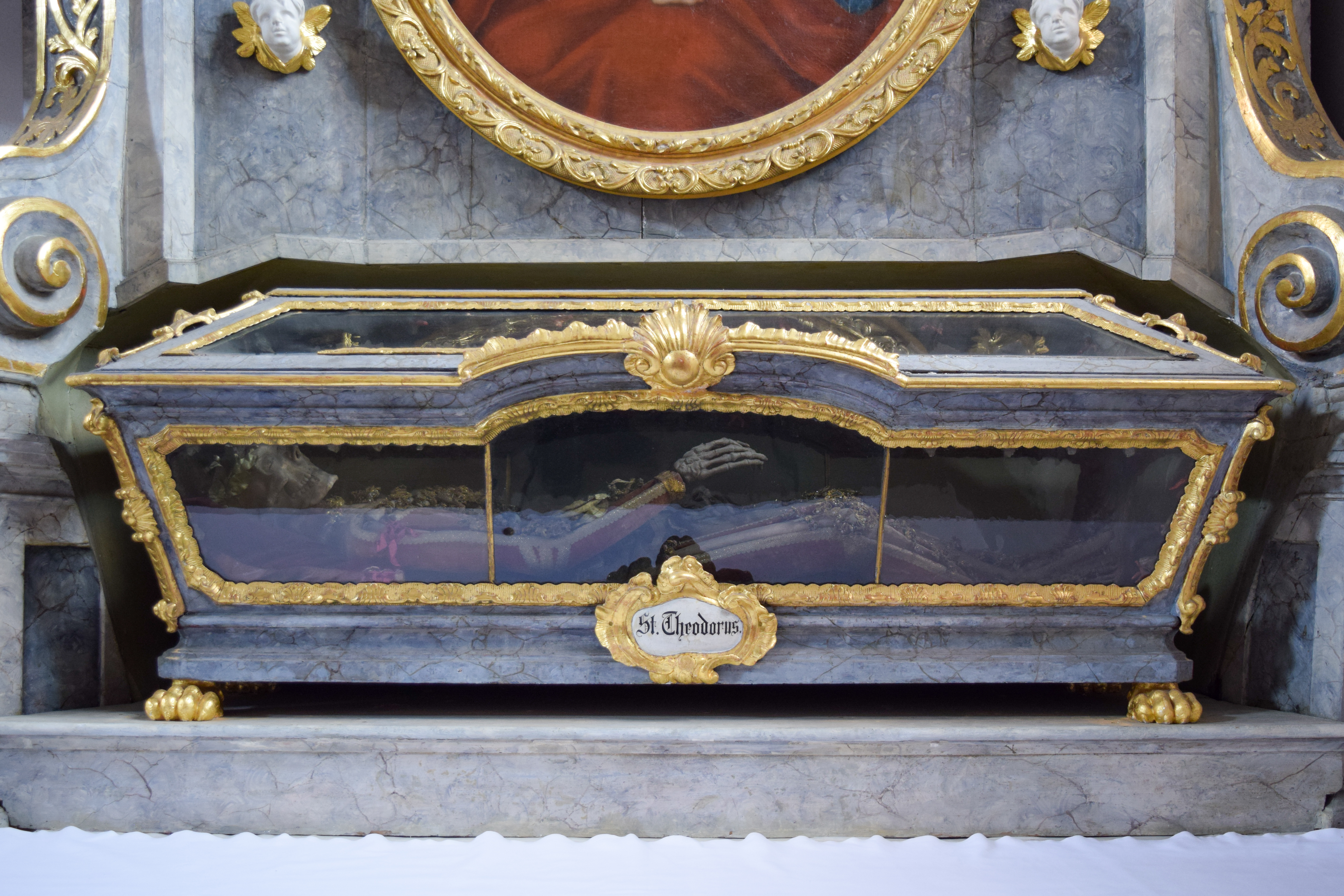
Katakombenheiliger, bezeichnet als „St. Theodorus“, in der Pfarrkirche Bruck an der Leitha

Katakombenheilige sind unbekannte Personen aus der Zeit des frühen Christentums, deren Gebeine zwischen dem 16. und 19. Jahrhundert in großer Zahl aus den Katakomben in Rom entfernt wurden. Typischerweise wurden solche Reliquien später reich mit Gold, Edelsteinen und Stickereien verziert.

## Geschichte
Bis ins 7. Jahrhundert galten die Gräber der Märtyrer in Rom als unantastbar. Seit dem Pontifikat von Papst Theodor I. (642–649) wurden sie vereinzelt in andere Kirchen übertragen. Erst als die Langobarden Rom bedrohten, wurden Reliquien in größerem Umfang aus den Katakomben in römische Stadtkirchen überführt. Im Zuge der Romanisierung des Fränkischen Reichs im Frühmittelalter begann der Transfer von Reliquien aus Rom in reichsunmittelbare Klöster und Stifte im Frankenreich.
Der Wunsch, Reliquien von Märtyrern zu besitzen, war vor allem in Klöstern oder Pfarrkirchen sehr groß. Um Reliquien zu bekommen, musste man sich an einen Kurialprälaten in Rom wenden. Wenn sich die kirchliche Stelle zu dieser Anfrage positiv stellte, wurde eine Katakombe geöffnet, die Reliquie entnommen und von einem Kurialbischof eine Echtheitsbescheinigung (Authentik) ausgestellt. Der Transport der Reliquien samt Beigaben über die Alpen erfolgte durch Rompilger. Diese erste Einholung des heiligen Körpers nannte man Illation, durch einen apostolischen Notar wurde darüber eine Urkunde erstellt. Eine weitere Aufgabe war die Suche nach einem Konvent, der das Ausschmücken der Reliquien vornahm. Dort wurden unter Zeugen die Siegel, die in Rom vor der Illation angebracht wurden, gebrochen. Die Gebeine wurden dann gesäubert und in einem Reliquiar zusammengestellt. Bei vielen Leibern waren nicht alle Knochenstücke erhalten, so dass nachträglich auch Knochen aus Holz geschnitzt wurden. Verwendet wurden zum Schmuck kostbare Stoffe, Edelsteine und Golddrähte.
Wenn die schriftliche Erlaubnis des Bischofs eintraf, wurde ein Termin der feierlichen Übertragung (Translation) festgelegt. Diese fand überwiegend in feierlicher Prozession statt. Der Schrein wurde dann zur Verehrung durch das Volk auf der Mensa eines Altars ausgesetzt.
Im Bildersturm der Reformationszeit des 16. und 17. Jahrhunderts wurden katholische Kirchengebäude systematisch auch ihrer Reliquien beraubt. Daraufhin ordnete der Heilige Stuhl an, dass tausende von Gebeinen aus den Katakomben in Rom exhumiert würden. Ob diese Gebeine zu Menschen von größerer Bedeutung für das Christentum gehörten, ist unklar, bei einigen mag es sich jedoch um frühchristliche Märtyrer gehandelt haben. Teils hat man die Katakombenheiligen mit gleichnamigen anderen Heiligen identifiziert und mit deren Geschichte ausgestattet. Den Reliquien wurde ein Name zugeordnet, und sie wurden vor allem in die deutschsprachigen Gebiete nördlich der Alpen verbracht. Zwar durften Reliquien nicht verkauft werden, jedoch berechnete man für den aufwendigen Transport und die Ausschmückung der Gebeine Gebühren. Dies kam erst um 1860 zum Erliegen, da das kanonische Recht den Handel mit Reliquien verbietet.
Annähernd drei Jahrhunderte wurden diese Reliquien als Wundertäter und Beschützer der Gemeinden verehrt, dann gewannen mancherorts Zweifel hinsichtlich des Wahrheitsgehaltes die Oberhand. Im 19. Jahrhundert wurde klar, dass eine Katalogisierung durch die katholische Kirche für diese Heiligen nie stattgefunden hatte. In einem Dekret rief 1878 der Kardinalvikar die Bischöfe zu Skepsis gegenüber diesen Reliquien auf, was dazu führte, dass eine Verehrung der Gebeine in vielen Fällen zum Erliegen kam. Vielerorts wurden die Reliquien daraufhin zerstört oder versteckt.
Die Stiftsbasilika in Waldsassen besitzt zehn Katakombenheilige. Es handelt sich um Ganzkörperreliquien frühchristlicher Märtyrer, die in den Jahren 1688 bis 1765 aus den Katakomben Roms nach Waldsassen gebracht wurden. Auch nach der Säkularisation des Klosters 1803 blieb den „heiligen Leibern“ die Ehre der Altäre. Die zehn in kunstvoller Filigranarbeit mit Gold- und Silberfäden, Perlen und falschen Edelsteinen verzierten Skelette gelten als reichster Reliquienschatz dieser Art und sind bis heute die besonderen Schutzpatrone der Kirche und der Stadt. Jeweils am 1. Sonntag im August wird das sog. „Heilige-Leiber-Fest“ zur Verehrung der zehn Ganzkörperreliqiuen begangen, denn Abt Alexander Vogel erhielt durch den Generalabt der Zisterzienser die Erlaubnis zu einem eigenen Fest (in seiner Amtszeit wurden vier Heilige erworben), das nun schon seit über 250 Jahren in Waldsassen gefeiert wird.

## Beispiele für die Verehrung von Katakombenheiligen
Deutschland

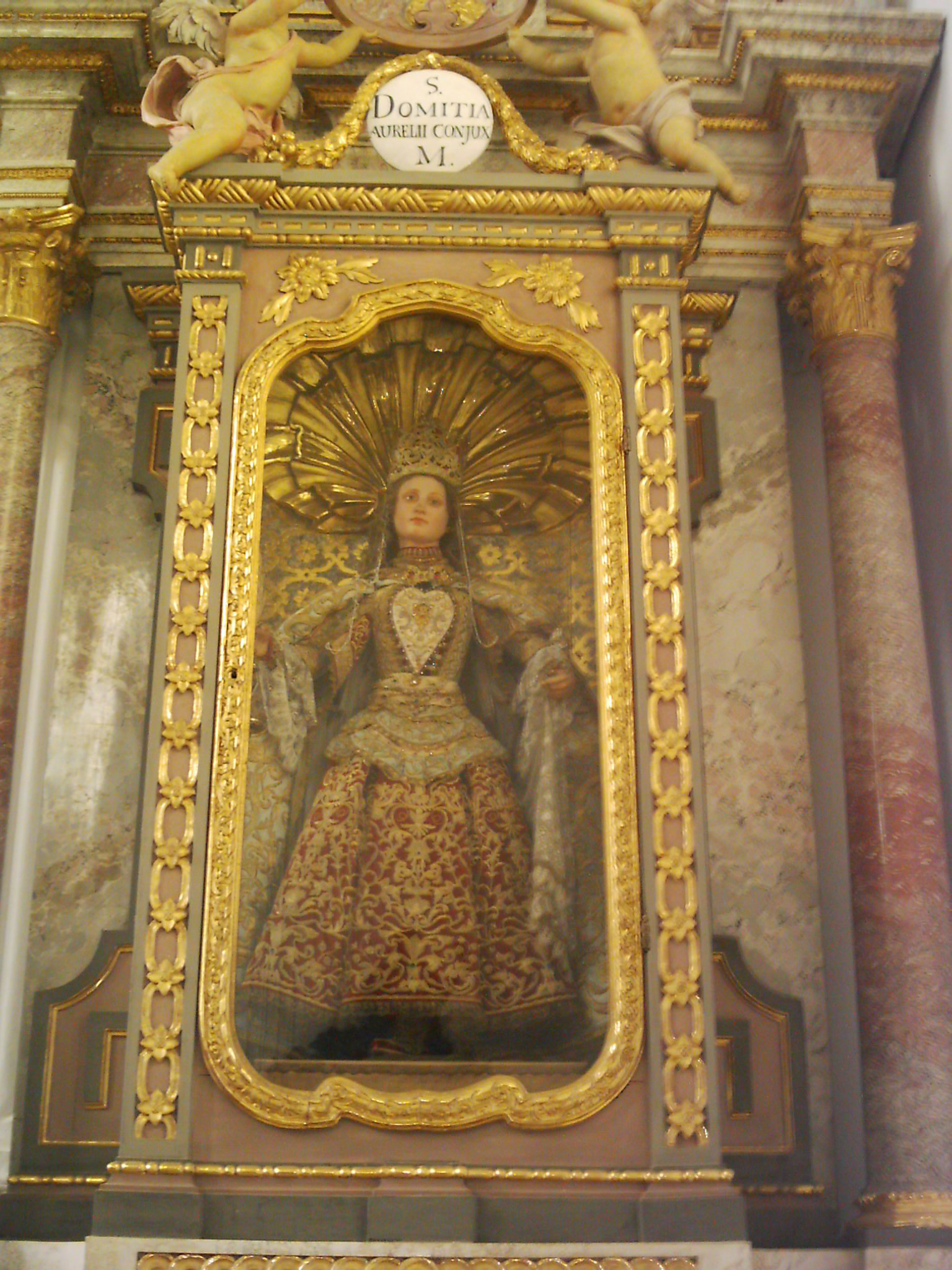
Hl. Domitia, Klosterkirche St. Verena (Rot an der Rot)

- Achslach, Pfarrkirche St. Jakobus: hl. Hilarius von Aquileia
- Aldersbach, Klosterkirche: hl. Valerius
- Altomünster, Birgittenkloster: neun Heilige: immer zu sehen: hll. Sebastian und Maximilian; von Allerheiligen bis zum Christkönigsfest zu sehen, sonst durch Altarbilder verdeckt: hll. Alexander, Maximian, Victoria, Fortunatus, Mercuria; im Kloster und nicht zu besichtigen: hll. Martha, Clementia[8]
- Aufhausen, Wallfahrtskirche Maria Schnee: hll. Desiderius, Johannes und Viktor[9]
- Burgrain bei Isen, Schlosskirche St. Georg: hl. Albertus
- Dietramszell, ehem. Augustinerchorherrenstift (heute Pfarrkirche): hll. Demetrius und Marcellinus
- Dingolfing, Stadtpfarrkirche St. Johannes: hll. Tigrinus, Martial und Faustina
- Elchingen, ehem. Benediktinerabteikirche St. Peter und Paul: hll. Julianus, Claudius, Severinus, Prosper
- Freiburg im Breisgau: Stadtpatron Alexander aus der Priscilla-Katakombe[10]
- Gars am Inn, Felixkapelle bei der Pfarrkirche: hl. Felix
- Geisenfeld bei Pfaffenhofen an der Ilm, ehem. Benediktinerinnenkloster: hl. Dionysius
- Gutenzell bei Biberach, Zisterzienserkloster: hl. Märtyrerin Juliana
- Höchstädt an der Donau, Pfarrkirche Maria Himmelfahrt: hl. ? in römischen Legionärsgewand. In barocker Wandnische in der nördlichen Langhauswand
- Irsee, St. Peter und Paul, ehemalige Klosterkirche (heute Pfarrkirche): hll. Eugenius, Candidus und Faustus
- Kempten, Basilika St. Lorenz: hll. Innocentius und Honorius
- Kemnath, Pfarrkirche Mariä Himmelfahrt: hl. Primian
- Kimratshofen (Altusried), Pfarrkirche St. Agatha: hl. Victorianus
- Kißlegg, Pfarrkirche St. Gallus und Ulrich
- Kühbach bei Aichach, ehem. Benediktinerinnenkloster (heute Pfarrkirche): hl. Leo aus der Priscilla-Katakombe
- Landshut, Kloster Seligenthal: hl. Antoninus
- Kempten-Lenzfried, St. Magnus: hl. Constantinus
- Murnau am Staffelsee, Pfarrkirche St. Nikolaus: hl. Victoria im Katharinenaltar, hl. Vincentius im Sebastiansaltar.
- München, St. Peter: hl. Honoratus aus der Calixtus-Katakombe, hl. Munditia aus der Cyriakus-Katakombe
- Neumarkt-Sankt Veit, ehem. Benediktinerkloster (heute Pfarrkirche): hl. Lucius aus der Calixtus-Katakombe
- Oberammergau, Pfarrkirche St. Peter und Paul: hl. Amandus
- Raitenhaslach bei Burghausen, ehem. Zisterzienserkloster (heute Pfarrkirche): hll. Ausonius, Concordia und Fortunata
- Regensburg, Basilika St. Emmeram: hll. Maximianus und Calcidonius
- Säckingen, Damenstift hl. Lucina aus der Calixtus-Katakombe[11]
- Schlehdorf: ehem. Kloster-, jetzt Pfarrkirche St. Tertulin
- Seyboldsdorf bei Vilsbiburg, Pfarrkirche St. Johann: hl. Maximilianus von Numidien
- Sögel, Schlosskapelle Clemenswerth: hl. Fructuosus
- Straubing, Basilika St. Jakob (Straubing): hl. Felicissimus
- Straubing, Ursulinenkloster Straubing: hl. Asterius
- Vilsbiburg, Stadtpfarrkirche: hl. Honoratus
- Waldburg, Pfarrkirche St. Magnus: hl. Romula
- Waldsassen, Stiftsbasilika Waldsassen: zehn Heilige, unter anderen sind in der Kirche zu finden
hl. Maximus am Apostelaltar, hl. Maximinus, hl. Vitalinus am Marienaltar, hl. Gratianus, hl. Diakon und Märtyrer Valentinus auf dem Magdalenenaltar, der Soldatenheilige und Märtyrer Theodosius am Michaelsaltar (er trägt einen Helm und in der linken Hand ein gezogenes Schwert, das mit einem Lorbeerkranz umwunden ist)
- Wallerstein, Pfarrkirche St. Alban: hl. ? in römischen Legionärsgewand, der leonischen Drahtverzierung und Buntglassteine entledigt. Lag im Dachboden der Kirche

Österreich
- Pfarrkirche Bruck an der Leitha: laut Aufschrift „St. Theodorus“ (im ersten Seitenschiff rechts; im ersten Seitenschiff links befindet sich ein ähnlich gestalteter Glassarkophag, der jedoch nur eine liegende Statue enthält)
- Drosendorf: hl. Valentina
- Stift Dürnstein: zwei Katakombenheilige, die von Propst Hieronymus Übelbacher in Rom für die Stiftskirche bestellt wurden
- Kapelle im Schloss Eckartsau
- Kapelle im Schloss Esterházy (Eisenstadt): hl. Konstantin[12]
- Pfarrkirche Ernstbrunn: hl. Felician
- Jesuitenkirche Hall in Tirol: hl. Tiburtius und hl. Eusebius; die beiden Heiligen wurden 1724 von Gregor Deschler an den Klarissinnenkonvent in Hall in Tirol gestiftet; 1763 wurden die Knochen neu gefasst, 1831 diese Fassung überarbeitet; nach der Auflösung des Klarissinnenkonvents 1783 unter Joseph II. gelangten die Heiligen in das örtliche Franziskanerkloster und in weiterer Folge an ihren heutigen Standort; 2020/2021 wurden sie anlässlich einer Ausstellung in St. Pölten restauriert.[13] Das Besondere an diesen beiden Katakombenheiligen ist, dass sie auf einem Thron sitzend arrangiert sind.
- Stift Herzogenburg: Urbanus (in der Stiftskirche; angeblich nicht identisch mit dem hl. Urbanus)
- In der Schatzkammer von Stift Melk stehen Schreine mit den Reliquien der Katakombenheiligen Eleutherius und Cyrillus; Abt Benedikt Pierin hat sie 1650 als Geschenk von Papst Innozenz X. erhalten und mit Email und Süßwasserperlen fassen lassen.[14]
- In der Kirche von Stift Melk befinden sich zwei Katakombenheilige, deren Gebeine dem Stift im 18. Jahrhundert von Maria Theresia bzw. vom Nuntius Kardinal Crivelli geschenkt wurden. Da weder ihre Namen noch ihre Vita bekannt waren, nannte man sie Friedrich und Clemens.
- Karmelitenkirche (Linz): hl. Theodor („Corpus St. Theodori Mart.“, linker Seitenaltar; Kleriker, unter Kaiser Valerian enthauptet, die Reliquien kamen 1736 aus Rom) und hl. Felix („Corpus St. Felicis Mart.“, rechter Seitenaltar); enthält auch eine Reliquie seiner Frau, der hl. Blanda; das Ehepaar hatte sich für die Heilung der gichtkranken Blanda zum Christentum bekehrt und wurde daraufhin 222 unter Kaiser Severus Alexander enthauptet; beider Gedenktag ist der 10. Mai.[15]
- Pfarrkirche Preding, hl. Faustina
- Stift Reichersberg: Reliquien des hl. Klaudius (1668 aus der Calixtus-Katakombe erhoben)[16]
- Dominikanerkirche Retz: hl. Placidus
- Stift Seitenstetten: hl. Benedicta
- Basilika Sonntagberg: hl. Felicitas und hl. Prospera; die beiden Märtyrerinnen kamen im 18. Jahrhundert als Geschenk von Erzherzogin Maria Theresia nach Seitenstetten und wurden 1799 von dort in die Basilika Sonntagberg überstellt, wo sie bis 1829 in der Schatzkammer standen; seither stehen auf zwei Seitenaltären.[17]
- Franziskanerkirche (Wien): hl. Hilaria und „S. Felix Puer“
- Ruprechtskirche (Wien): hl. Vitalis (unter der Orgelempore, ein Geschenk von Maria Theresia)
- Stephansdom (Wien): In der Mitte der Valentinskapelle, die den Domschatz beherbergt, steht seit 1903 ein barocker Holzsarg, der aus einer Kirche des aufgelösten Himmelspforte-Klosters stammt und in dem sich Reliquien eines Katakombenheiligen befinden sollen, der den Namen hl. Valentin erhalten hat.

Portugal
- Porto, Kathedrale von Porto: hl. Aurelius, hl. Pacificus[18]

Schweiz
- Baden, Stadtpfarrkirche Maria Himmelfahrt: hl. Damian
- Bremgarten AG, Stadtkirche St. Nikolaus: hl. Synesius
- Engelberg: hl. Eugen in der Kloster- und Pfarrkirche
- Erlinsbach im Kanton Solothurn, Pfarrkirche St. Nikolaus: hl. Felix[19]
- Herznach, St. Nikolaus: hl. Felizian[20]
- Luzern: hl. Coelestin in der Antoniuskapelle der Franziskanerkirche
- Luzern Jesuitenkolleg hl. Silvanus
- Mariastein Benediktinerabtei hl. Vitalis, hl. Marcellus, hl. Placidus, hl. Benedictus
- Kloster Muri: hl. Leontius aus der Calixtus-Katakombe[11]
- Malters, Pfarrkirche St. Martin: hl. Jucundus[21]
- Olten im Kanton Solothurn, Kapuzinerkloster: hl. Theodorus
- Rheinau, ehem. Benediktinerabtei hl Basilius aus der Calixtus-Katakombe[11], hl. Deodatus, hl. Thedora, hl. Vincentius
- Solothurn, Kloster St. Joseph an der Baselstrasse: hl. Victoria und hl. Amantius[22]
- Solothurn, ehem. Kloster Nominis Jesu, heute im Museum Blumenstein: hl. Candidus, hl. Clara aus der Priscilla-Katakombe
- Stans, St. Peter und Paul: hl. Remigius
- Wil im Kanton Sankt Gallen: hl. Pankratius
- Zug, Kirche Sankt Oswald: hl. Christina

Südtirol
- Neustift, Stiftsbasilika des Augustiner-Chorherren-Stifts: hl. Viktor am Hartmannsaltar; hl. Placidus am Augustinusaltar; hl. Theodor am Magdalenenaltar; hl. Parian am Annenaltar
- Mitterolang, Ägidiuskirche: hl. Aurelius am bemerkenswerten Seitenaltar der Vierzehn Nothelfer
- Gais, Pfarrkirche zum hl. Johannes dem Evangelisten: hl. Constantius am Altar des rechten Seitenschiffs (jetzt entfernt!)

Tschechien
- Horní Jiřetín, Kirche Mariä Himmelfahrt: hll. Justina von Padua und Donatus von Münstereifel
- Znaim, St.-Nikolaus-Kirche: hl. Bonifacius (laut Beschreibung in der Kirche kamen seine Gebeine am 7. Juni 1750 nach Znaim; eventuell identisch mit Bonifatius von Tarsus?)